# James Michael
James Michael (ur. 26 września 1968 w Holland w Michigan) – amerykański kompozytor, producent muzyczny i piosenkarz.
Współpracował z różnymi artystami m.in.: Alanis Morissette, Meat Loafem, Mötley Crüe, Scorpions, Hilary Duff, Sammym Hagarem, Lillix, Marion Raven, Taylor Dayne, Saliva, Sarah Kelly, Deaną Carter, The Exies.
James Michael jest członkiem zespołu Sixx:A.M..
W 2000 roku został wydany jego album solowy Inhale.